# Sandégué
 Sandégué è una città, sottoprefettura e comune della Costa d'Avorio, situata nella regione di Gontougo. È capoluogo dell'omonimo dipartimento e conta una popolazione di 23 068 abitanti (censimento 2014).